# 市橋倭
市橋 倭（いちはし やまと、1878年 - 1963年）は、愛知県名古屋生まれの日系アメリカ人。第二次世界大戦中のトゥーリーレイク戦争移住センターでの、抑留経験記録を執筆した。
- 父：Ichihashi Hiromasha、侍
- 母：Maizuno Ai

## 略歴
- 1894年（16歳）、渡米
- サンフランシスコの公立学校卒業、スタンフォード大学経済学士・修士取得、ハーバード大学博士号取得
- 1913年、スタンフォード大学で日本史、日本政治、国際関係、日系アメリカ人についての講義を始める
- 日本がアメリカ合衆国に開戦したことに怒り、アメリカの支援の為に戦時国債を購入
- 第二次世界大戦時、妻 Kei と共に抑留 - サンタ・アニタ（カリフォルニア州）競馬場に抑留、馬の厩舎の5、6人ずつ収容される、後に恒久の捕虜収容所へ移転
- 1932年、イチハシはアメリカ合衆国の日本人の初期の歴史について記録
- イチハシの記録は、スタンフォード大学グリーン・ライブラリーで特別に所蔵されている

## 参照
- Chang, Gordon H. Morning Glory, Evening Shadow: Yamato Ichihashi and His Internment Writings, 1942-1945. Stanford University Press, 1999.
- Chang, Gordon H. "We almost wept." Stanford Today Online.  Nov/Dec, 1996.